# 드레스덴현

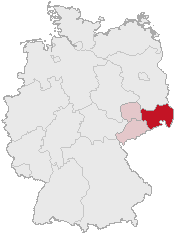
독일에서 드레스덴 현의 위치

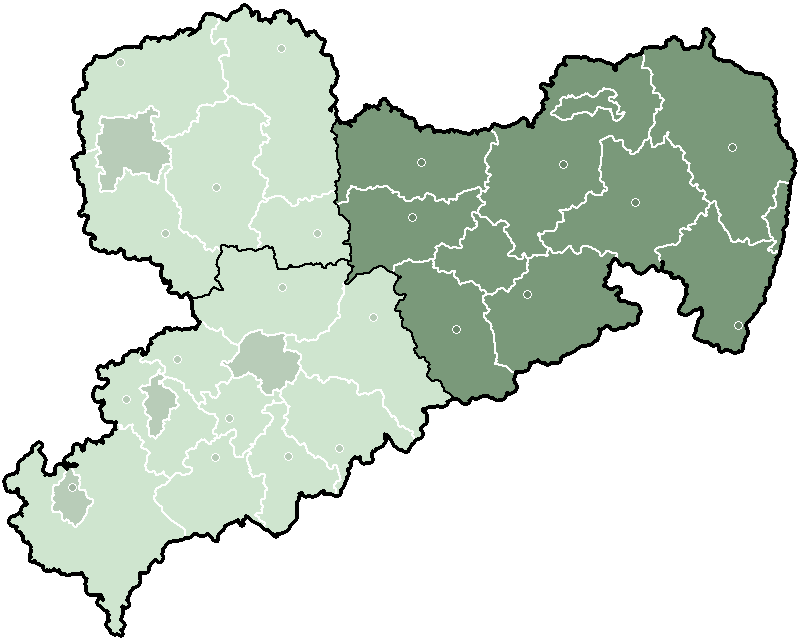
작센 주에서 드레스덴 현의 위치

드레스덴현(독일어: Regierungsbezirk Dresden)은 과거 독일 작센주 동부에 있던 현(Regierungsbezirk)이다. 현도는 드레스덴이었으며 폐지 당시의 면적은 7,931km2, 인구는 1,624,098명(2011년 기준), 인구 밀도는 200명/km2이었다. 4개 군(Landkreise), 1개 시(Kreisfreie Städte)를 관할했으며 2012년 3월 1일을 기해 폐지되었다.

## 하위 행정 구역

### 군(Landkreise)
1. 바우첸군(Bautzen)
2. 괴를리츠군(Görlitz)
3. 마이센군(Meißen)
4. 젝시셰슈바이츠오스트에르츠게비르게군(Sächsische Schweiz-Osterzgebirge)

### 시(Kreisfreie Städte)
1. 드레스덴 시(Dresden)